# هرب پیندر
هرب پیندر (انگلیسی: Herb Pinder؛ زادهٔ ۲۹ دسامبر ۱۹۴۶) بازیکن هاکی روی یخ اهل کانادا است.